# August Kahlert

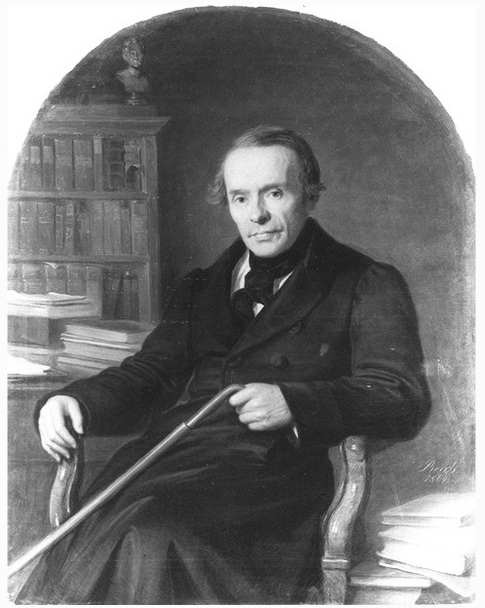
August Kahlert, Gemälde von Ernst Resch (1864)

Karl August Timotheus Kahlert (* 5. März 1807 in Breslau; † 29. März 1864 in Breslau) war ein deutscher Dichter, Literaturhistoriker und Musikkritiker.

## Leben
Bevor Vater Johann Gottlieb Kahlert als Privatgelehrter nach Breslau kam, war er Erzieher in Graubünden in der Schweiz gewesen. Sein Sohn August besuchte das Maria-Magdalenen-Gymnasium in Breslau bis zum Abitur. Der dortige Direktor, Johann Kaspar Friedrich Manso (1760–1826), erkannte früh die besondere Vorliebe des Jungen zu Kunst und Literatur und förderte sie. Ab 1826 studierte Kahlert zunächst an der Universität Breslau, dann in Berlin. Sein Hauptfach waren die Rechtswissenschaften, aber er belegte auch geschichtliche und philosophische Vorlesungen, insbesondere unter Hegel. In Berlin pflegte er Kontakte mit Dichtern und Musikern. Seine ersten dichterischen Veröffentlichungen fallen in diese Zeit.
Nach der Referendarzeit gab er seine 1829 in Breslau begonnene juristische Laufbahn aus gesundheitlichen Gründen 1833 wieder auf und wandte sich ausschließlich seinen schöngeistigen Interessen zu. Durch seine Arbeiten, darunter „Schlesiens Anteil an deutscher Poesie“, erwarb er bereits 1835 große Anerkennung. Kahlert promovierte 1836 und habilitierte sich an der philosophischen Fakultät der Breslauer Universität. Ein paar Jahre später wurde er zum außerordentlichen Professor für Literatur- und Kunstgeschichte ernannt. Ein Rückenmarksleiden veranlasste ihn jedoch 1846, seine öffentliche Lehrtätigkeit aufzugeben.

## Leistungen
Kahlert war weiterhin als Dichter und Schriftsteller tätig. Auf hegelschen Grundlagen beruhend, veröffentlichte er 1846 sein System der Ästhetik und 1853 eine Monographie über Angelus Silesius. Eine Reihe von Beiträgen über schlesische Dichter und Schriftsteller publizierte er in Robert Prutz’ Literarischem Taschenbuch (1844), in Hennebergs Jahrbuch (1854) und im Weimarischen Jahrbuch.
Über die Breslauer Oper schrieb er vier Jahre lang für die Schlesische Zeitung. Zahlreiche Abhandlungen mit theoretischen und musikalischen Betrachtungen verfasste er auch für die Leipziger Neue Zeitschrift für Musik (1834–1843) und für die Allgemeine musikalische Zeitung (1842–1850). Seine gründlichen Kenntnisse und ein sicheres Urteil über neuere Musik wurden unterstützt durch vielfältige Bekanntschaften und Freundschaften sowie umfangreiche Korrespondenz mit Künstlern und Schriftstellern, darunter Karl von Holtei, August Kopisch, Adolf Bernhard Marx, Leopold Schefer und Robert Schumann. In seiner Heimatstadt Breslau war er in den Kreisen der Gelehrten ein ebenso gern gesehener Gast wie in den anderen gesellschaftlichen Verbindungen. Gustav Freytag schreibt in seinen Erinnerungen aus meinem Leben (1887):
„Vorsteher des Künstlervereins war Professor August Kahlert, unser Aesthetiker, der eine gute musikalische Bildung und Kenntniß der deutschen Literatur des achtzehnten Jahrhunderts besaß, ein ehrenhafter, zuverlässiger Mann, auf schlesischem Boden erwachsen und vorzugsweise den Kunstinteressen der Landschaft hingegeben.“
Auch in der namhaften „Schlesischen Gesellschaft für vaterländische Cultur“ wirkte Kahlert aktiv mit. Zu seinen dichterischen Arbeiten gehören Donna Elvira (1829), Das Bild der Ahnfrau und Die Dilettanten (1833). Doch seine dichterischen Werke haben seine Zeit kaum überlebt. Nach seinem Tod erschien noch ein Bändchen mit Gedichten, die sein Freund Karl von Holtei mit einem Vorwort herausgegeben hat. August Kahlert starb nach langem Leiden im Alter von 57 Jahren.

## Werke
- Schlesiens Antheil an deutscher Poesie, Breslau 1835 (online – Internet Archive)
- Heinrich Mühlpfort, Schles. Prov. Blätter. Bd. 104, 1836
- Angelus Silesius, Breslau 1853 (online – Internet Archive)
- System der Aesthetik, Leipzig 1846 (online – Internet Archive)
- (Hg.) Briefe von Goethe und dessen Mutter an Friedrich Frh. v. Stein, 1846
- die ihm verschiedentlich zugeschriebenen "Erinnerungen an Italien besonders an Rom. Aus dem Reise-Tagebuche" (1839). Breslau o. J. stammen hingegen von dem damals in Leobschütz tätigen Gymnasiallehrer Anton J. Kahlert (1804–1880)